# Tibellus aspersus
Tibellus aspersus är en spindelart som beskrevs av Sergei N. Danilov 1991. Tibellus aspersus ingår i släktet Tibellus och familjen snabblöparspindlar. Inga underarter finns listade i Catalogue of Life.